# Louis Labeyrie
Pour les articles homonymes, voir Labeyrie.
Louis Labeyrie est un joueur français de basket-ball né le 11 février 1992 à Gonesse. Il mesure 2,09 m et évolue aux postes d'ailier fort et pivot.

## Biographie
Labeyrie commence le basket-ball dans le club de Veynes dans les Hautes-Alpes. Il rejoint ensuite le centre de formation de Fos-sur-Mer.
Labeyrie commence sa carrière en NM1, la troisième division française avec Fos-sur-Mer lors de la saison 2008-2009. Le club monte et Labeyrie évolue pendant deux saisons en Pro B. Lors de la saison 2010-2011, il est nommé meilleur espoir de Pro B et est recruté par le club de Hyères Toulon (HTV) en 2011 pour jouer en première division.
Profitant des problèmes financiers du HTV, qui peine à attirer des bons joueurs aux salaires élevés, Louis Labeyrie obtient beaucoup de temps de jeu lors de la saison 2011-2012. Il réussit un bon match contre Paris-Levallois lors de la 5e journée (19 points, 10 rebonds) et est nommé dans la meilleure équipe de la journée. Il réussit une bonne saison individuelle, même si le HTV est relégué. Labeyrie finit la saison régulière avec des moyennes de 9,1 points et 6,5 rebonds. Il est 2e au trophée du joueur ayant le plus progressé en Pro A (derrière Evan Fournier), et 3e au trophée du meilleur jeune de Pro A (derrière Fournier et Léo Westermann).
En juillet 2012, il signe un contrat de 3 ans avec le Paris-Levallois Basket.
Il se présente à la draft 2013 de la NBA avant de retirer son nom,.
Avec l'arrivée de Gregor Beugnot au poste d'entraîneur du Paris-Levallois, Labeyrie joue très peu, passant derrière Landing Sané, Vincent Poirier, Jawad Williams, Aloysius Anagonye et Elton Brown dans la rotation pour les postes intérieurs et se trouve dans une « impasse » professionnelle.
Lors de la draft 2014 de la NBA, il est sélectionné par les Pacers de l'Indiana au second tour, à la 57e position puis aussitôt transféré chez les Knicks de New York. Cette sélection au deuxième tour ne lui assure alors pas une place en NBA, seuls les joueurs choisis lors du premier tour étant assurés d'un contrat garanti.
Du 10 au 20 juillet 2015, il participe à la NBA Summer League de Las Vegas avec les Knicks.
À la fin de la saison 2016-2017, il est élu meilleur sixième homme du championnat de France.
Labeyrie accepte une invitation des Knicks de New York en juin 2017 pour participer à la Summer League d’Orlando. C'est sa troisième participation à une Ligue d'été.
En juillet 2017, Labeyrie signe un contrat de deux ans avec la SIG Strasbourg. Avec Strasbourg, il remporte la Coupe de France mais se fait éliminer en quart de finale de la Ligue des champions par le futur vainqueur de la compétition. Labeyrie est élu dans l'équipe-type de la compétition avec le MVP Manny Harris, D. J. Kennedy, Elmedin Kikanović et Ovie Soko.
En juillet 2018, Labeyrie rompt son contrat avec la SIG et rejoint le club espagnol de Valence avec lequel il signe un contrat de deux ans. En juillet 2020, Labeyrie et Valence signent un nouveau contrat courant jusqu'au terme de la saison 2021-2022.
En juillet 2022, Labeyrie rejoint pour une saison le club russe de l'UNICS Kazan. Les clubs russes sont exclus des compétitions européennes depuis l'invasion de l'Ukraine par la Russie en février 2022. Il remporte la VTB United League avec l’UNICS Kazan.

## Équipe de France
Le 6 mai 2014, il fait partie de la liste des seize joueurs pré-sélectionnés pour l'équipe de France A' pour effectuer une tournée en Chine et en Italie durant le mois de juin.
Il fait partie des 18 joueurs pré-sélectionnés pour le championnat d'Europe qui se déroule du 29 août au 17 septembre 2017. 

## Palmarès
- Médaille de bronze à la Coupe du monde 2019 en Chine.
- Vainqueur de la VTB United League avec UNICS Kazan en 2023.